# Mémorial Van Damme 2009
Navigation
Édition précédente Édition suivante
Le Mémorial Van Damme 2009 est la 33e édition du Mémorial Van Damme qui a eu lieu le vendredi 4 septembre 2009 au stade Roi Baudouin de Bruxelles, en Belgique. 

## Résultats

### Golden League

#### Hommes
| Épreuve | Vainqueur | Second | Troisième |
| ------- | --------- | ------ | --------- |

#### Femmes
| Épreuve | Vainqueur | Seconde | Troisième |
| ------- | --------- | ------- | --------- |

## Légende
Records et Performances
- AR : Record continental (area record)
- CR : Record des championnats (championship record)
- MR : Record du meeting (meet record)
- NR : Record national (national record)
- OR : Record olympique (olympic record)
- PR : Record paralympique (paralympic record)
- PB : Record personnel (personal best)
- SB : Meilleure performance personnelle de la saison (season's best)
- WL : Meilleure performance mondiale de l'année (world leader)
- WJR : Record du monde junior (world junior record)
- WR : Record du monde (world record)

Circonstances et Conditions
- DNF : N'a pas terminé (did not finish)
- DNS : N'a pas pris le départ (did not start)
- DQ : Disqualification (disqualification)
- NM : Aucun essai valable enregistré (No Mark)
- Q : Qualifié « directement » au prochain tour (ou à la prochaine compétition), lors d'une compétition majeure, grâce au classement ou à la réalisation des minima (automatic qualifier)
- q : Qualifié au prochain tour (ou à la prochaine compétition), lors d'une compétition majeure, grâce au repêchage ou à la réalisation de l'une des meilleures performances parmi celles des « non qualifiés directement » (grâce au meilleur temps ou à la meilleure distance par exemple) (secondary qualifier)